# Săn hải cẩu

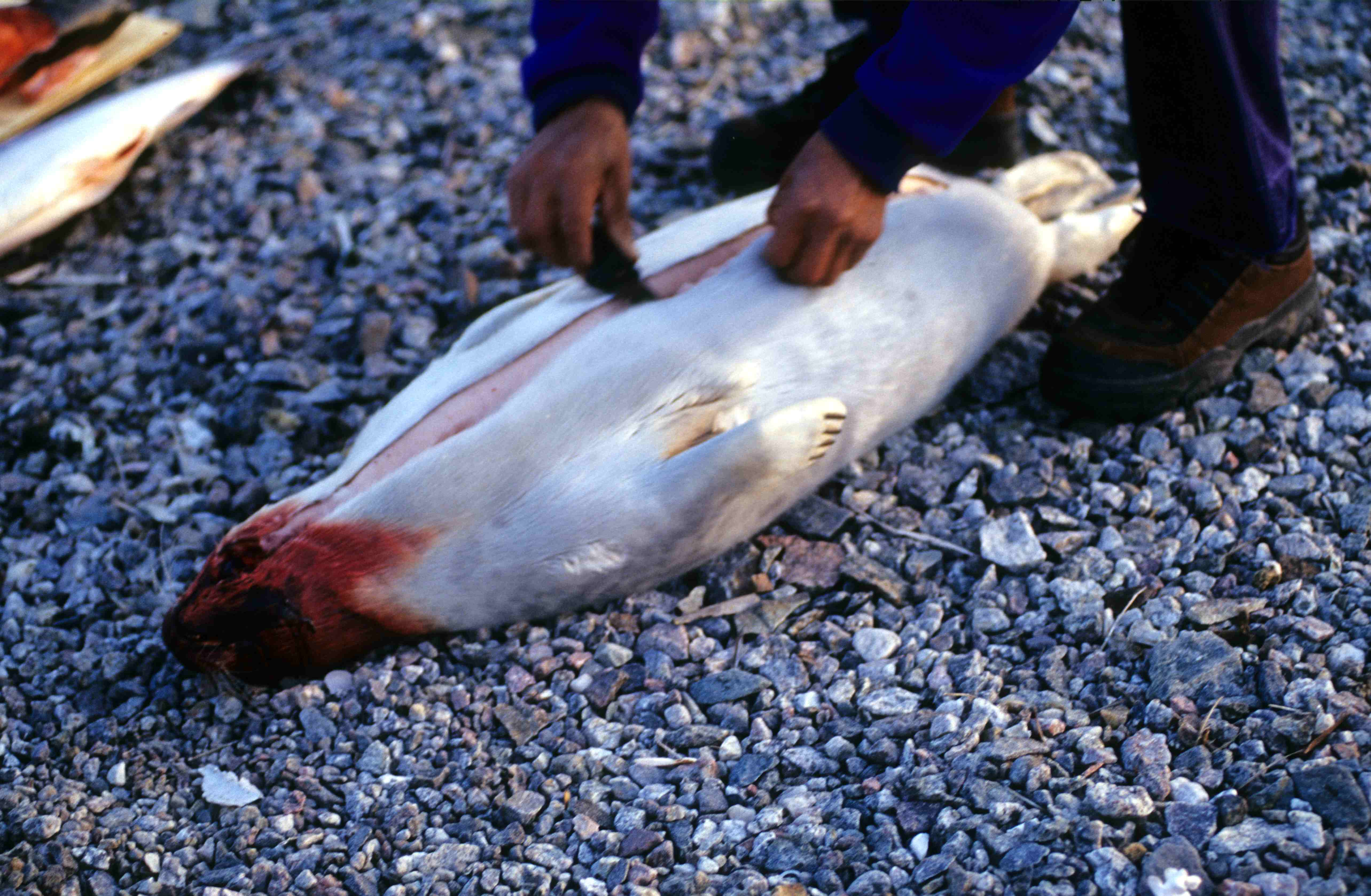
Lột da hải cẩu

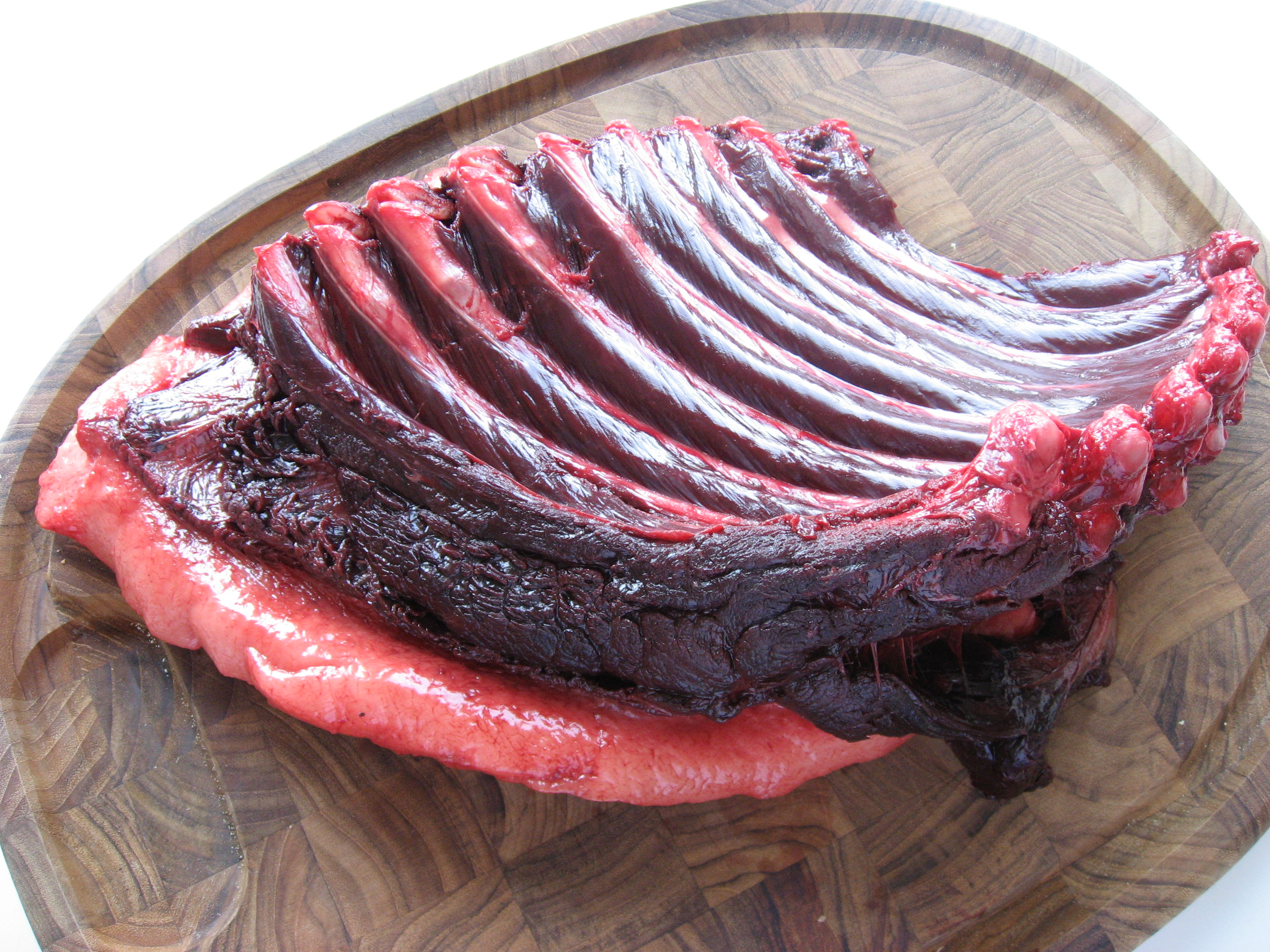
Thịt hải cẩu

Săn hải cẩu là việc thực hành săn bắn các loài hải cẩu vì mục đích thương mại hoặc thú vui cá nhân hoặc để phục vụ cho nhu cầu thời trang lông thú xa xỉ. Săn hải cẩu hiện đang được thực hiện ở mười quốc gia gồm Hoa Kỳ (phía trên Vòng Bắc Cực ở Alaska), Canada, Namibia, Đan Mạch (chỉ ở vùng Greenland tự quản), Iceland, Na Uy, Nga, Phần Lan và Thụy Điển. Hầu hết các cuộc săn hải cẩu trên thế giới diễn ra ở Canada và Greenland. Những con hải cẩu bị săn bắt để lấy thịt, da và dầu. Những nước nhập khẩu sản phẩm từ lông hải cẩu chủ yếu là Nga, Trung Quốc, Na Uy. Những con hải cẩu béo tròn với bộ lông mịn mượt bị bắt và hạ sát ngay trên tuyết để phục vụ cho ngành thời trang, bất chấp sự phản đối của các nhà hoạt động vì quyền động vật. Bộ lông quý được dùng trong ngành thời trang khiến hải cẩu trở thành đối tượng săn bắt.

## Lịch sử
Ngành thương mại hải cẩu du nhập từ châu Âu đến Canada vào khoảng những năm 1500 do những người định cư ở Châu Âu thời bấy giờ tạo ra. Vào thời điểm đó, mỡ dầu hải cẩu được bán ở Cựu Thế giới để dùng làm chất bôi trơn máy, sau đó, nhu cầu dùng đến lông và da thú của loài này ngày một tăng cao, dẫn đến tình trạng mỗi năm có tới hàng trăm nghìn con hải cẩu đàn hạc (hải cẩu Greenland) bị săn bắt ở Vịnh St. Lawrence ngoài khơi bờ biển Newfoundland và Labrador, Canada để lấy bộ da của chúng. Lông thu về sẽ được buôn bán cho các khu vực Bắc Mỹ và Châu Âu để làm áo khoác.
Từ đó đến nay, ngành nghề này vẫn tồn tại và hằng năm cứ đến tháng 3, tháng 4 là ngư dân từ khắp nơi đổ về Canada để tổ chức đi săn với quy mô lớn, nhiều ngư dân ở một số vùng biển tại Canada lại lên đường cho buổi đi săn hải cẩu duy trì hoạt động tàn nhẫn này trong suốt nhiều thế kỷ. 

## Cách thức
Người dân bản địa Ilulissat có cách săn hải cẩu được lưu truyền qua hàng trăm năm. Sau khi di chuyển đàn chó kéo đến bờ các tảng băng, thợ săn đục vài lỗ trên băng và giăng lưới ngầm dưới hố. Bầy hải cẩu đi vào trú hay kiếm ăn sẽ mắc lưới, sau vài ngày họ cầm xà beng tới xúc lớp băng đá ở bề mặt đi, kéo lưới lên, nhiều lần như thế thì cũng sẽ có hải cẩu mắc lưới. Những con hải cẩu mắc bẫy đều chết cóng, đông cứng dưới lớp băng tuyết.

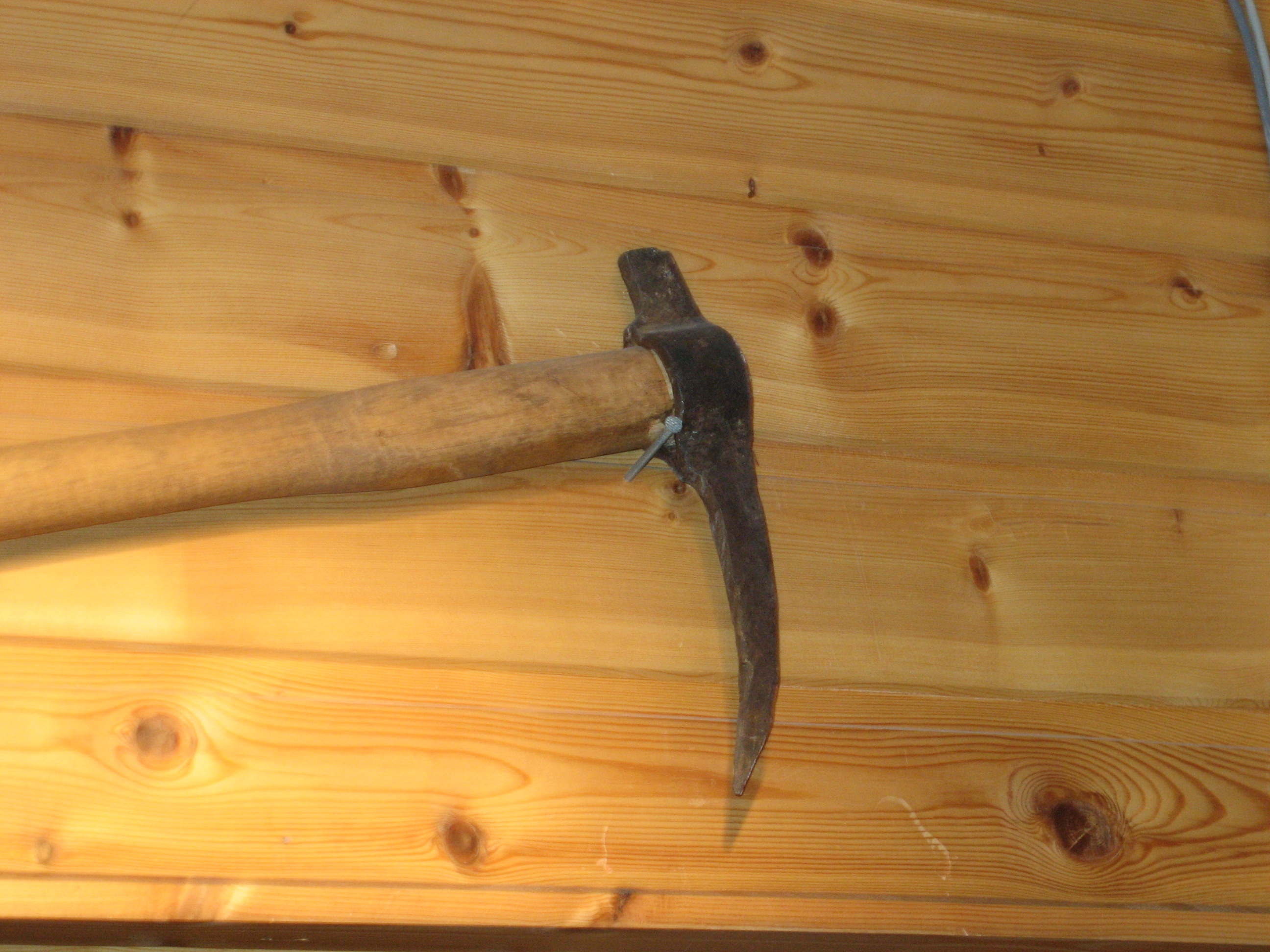
Cuốc chim Hakapik

Những ngư dân Canada thường dùng gậy gỗ, súng trường và hakapik là một loại dụng cụ sắt nhọn giống như cái cuốc chim (cây gỗ có gắn móc nhọn ở một đầu) để săn bắt những con vật, vì phía thu mua sẽ trừ tiền nếu phát hiện trên da có lỗ đạn nên người ta thường hạn chế sử dụng súng để giết chết hải cẩu. Họ sẽ đứng trên các con tàu ngắm bắn sao cho mục tiêu bị thương để rồi khi tàu tiến lại gần sẽ dùng những chiếc móc sắt và gậy để hạ gục con vật rồi kéo lên tàu lột da, khi tấn công họ đều nhắm vào tử huyệt của hải cẩu để giết chết con vật một cách nhanh chóng nhất nhưng vẫn giữ được bộ da nguyên vẹn nhất. Nhiều hải cẩu con khi bị lột da vẫn còn sống, nhiều con hải cẩu bị bắn, đánh không chết ngay mà vẫn nằm thoi thóp giữa vũng máu của chính mình trên nền tuyết trắng.
Sự tàn nhẫn của con người trong mùa săn giết hải cẩu ở Canada thể hiện rõ nét ở cách thức săn giết. Hoàn toàn không có chút nhân đạo nào khi những người thợ săn không hề dùng chất gây mê, không giết chết hải cẩu trước khi lột da chúng. Họ chỉ đơn giản là tiến đến gần những con hải cẩu yếu đuối, không có sức phản kháng và vung chiếc gậy tử thần lên. Trên chiếc gậy gỗ đó là những chiếc móc sắt, chiếc móc có tác dụng duy nhất là để kéo hải cẩu tập kết về gần thuyền. Bị chiếc móc sắc cắm thẳng vào đầu, hải cẩu rất đau đớn nhưng chưa chết được ngay. Chúng bị kéo về gần tàu và tại đây, khi vẫn còn tri giác, vẫn còn biết đau, chúng sẽ bị những con người tàn nhẫn lóc da, xẻ thịt vô cùng thô bạo.
Theo Tổ chức Nhân đạo Quốc tế/Humane Society International (HSI), mỗi năm có hàng chục nghìn con hải cẩu con, chỉ vài tuần tuổi, bị đánh đập, bắn chết và lột da để lấy lông. Cuộc đi săn hằng năm này của con người rất tàn nhẫn và lãng phí, nhằm vào những quần thể hải cẩu vốn đã bị ảnh hưởng bởi biến đổi khí hậu. Những người dân biện minh rằng hải cẩu ăn quá nhiều cá tuyết, khiến số lượng sinh vật này thuyên giảm trầm trọng tại khu vực chúng sinh sống. Nhưng có ý kiến cho rằng cá tuyết chỉ chiếm một lượng nhỏ trong khẩu phần ăn thường ngày của hải cẩu và chính việc ngư dân đánh bắt quá mức mới khiến số lượng cá tuyết sụt giảm không điểm dừng. Dù việc săn bắn này đã giảm thiểu nhưng mỗi năm vẫn giết hại hàng chục nghìn con hải cẩu và khó có thể ngăn chặn hoàn toàn.

## Quy định

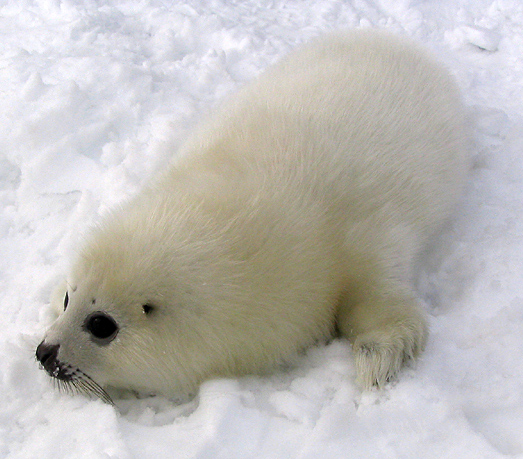
Quy định không giết hải cẩu non

Bộ Thủy sản và Đại dương Canada (DFO) quy định việc săn hải cẩu ở Canada đặt ra hạn ngạch (tổng mức đánh bắt cho phép-TAC), giám sát việc săn bắt, nghiên cứu số lượng hải cẩu. Quần thể hải cẩu ở tây bắc Đại Tây Dương giảm xuống còn khoảng 2 triệu con vào cuối những năm 1960 do tỷ lệ bị săn giết hàng năm của Canada, trung bình là hơn 291.000 con từ năm 1952 đến năm 1970. Các nhà bảo tồn yêu cầu giảm tỷ lệ giết hại và các quy định mạnh mẽ hơn để ngăn chặn sự tuyệt chủng của hải cẩu. Ở Greenland, săn bắn được thực hiện bằng súng (súng trường hoặc súng ngắn) đã gây ra một số xung đột với các quốc gia săn hải cẩu khác.
Ở Canada, săn hải cẩu sơ sinh (lông trắng/whitecoats) là bất hợp pháp. Khi những con hải cẩu bắt đầu thay lông trắng ở tuổi 12-14 ngày và có thể bị săn bắt vì mục đích thương mại. Theo thống kê có tới 97% hải cẩu bị săn giết để lấy da, lông có tuổi đời chưa đến 3 tháng tuổi. Trong đó, 83% những con hải cẩu bị lột da ngay trong khi chúng còn sống, còn tri giác. Vì áp lực của các nhà hoạt động vì quyền động vật, luật mới được ban hành năm ngoái quy định những con hải cẩu chỉ được lột da sau khi đã chết. Theo quy định ở Canada, những người đi săn hải cẩu không được phép giết những con hải cẩu sơ sinh có bộ lông trắng muốt từ 10 ngày đến 21 ngày tuổi.

## Chính sách

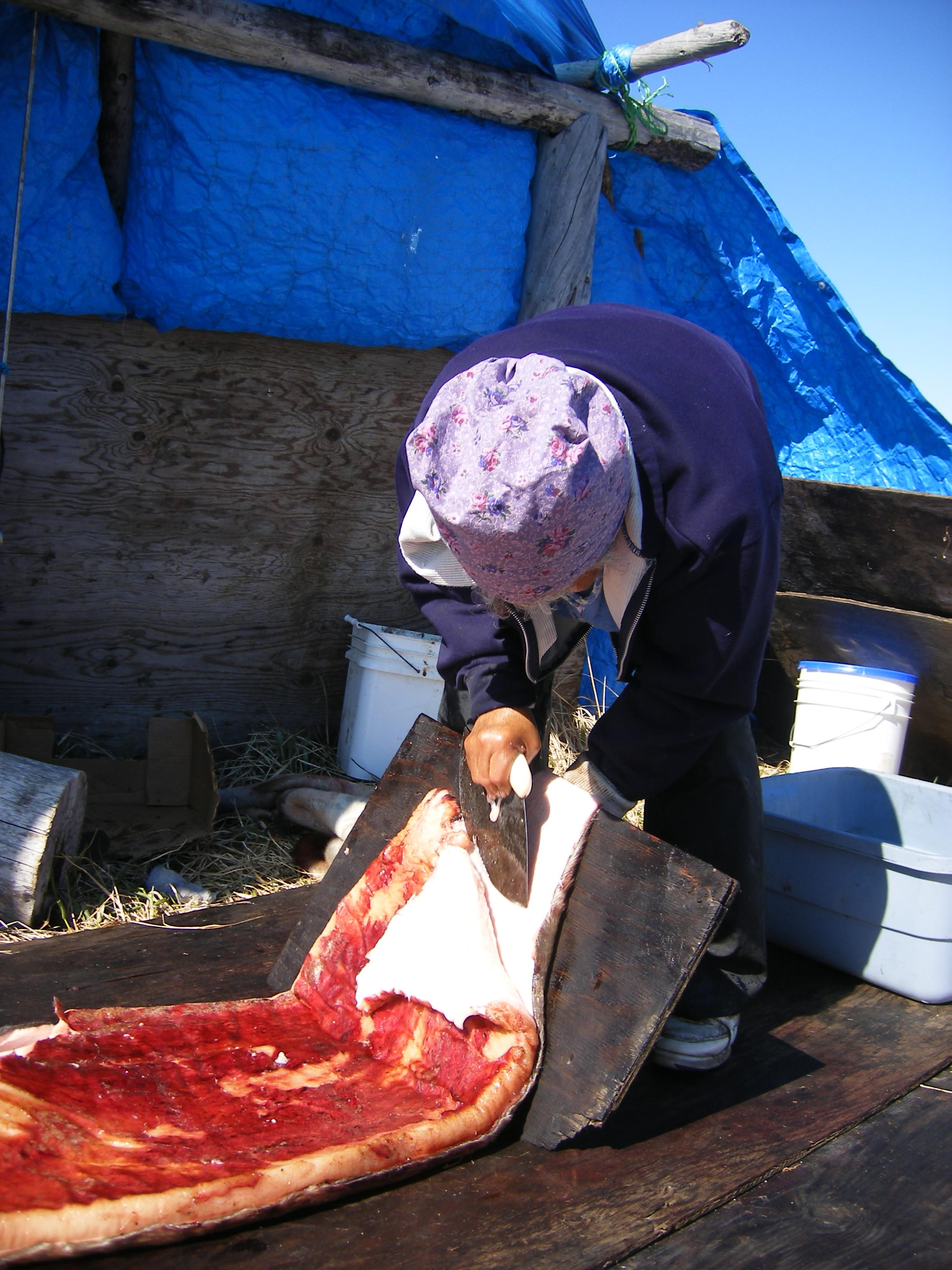
Lột da hải cẩu

Dù vấp phải sự phản đối của dư luận và truyền thông trên khắp thế giới nhưng ngành thương mại hải cẩu lại nhận được sự ủng hộ của chính phủ Canada. Những người đứng đầu nước đầu này cho rằng hoạt động này vừa màng ý nghĩa văn hóa, vừa mang lại giá trị kinh tế cao. Nỗ lực hiếm hoi của chính phủ Canada là bắt buộc thợ săn bắn phải có bằng mới được phép hành nghề, họ còn tạo điều kiện để các ngư dân chuyển đổi sang ngành nghề khác. Nhưng việc buôn bán da hải cẩu đảm bảo 40% thu nhập của ngư dân, những người sống ở khu vực kinh tế thấp như Newfoundland và Labrador, nguồn sống hoàn toàn dựa vào việc đánh bắt cá nên mỗi năm Canada phải chi vài triệu đô la để giám sát hoạt động săn bắn hải cẩu đồng thời phát triển các dự án tiêu thụ thịt hải cẩu sau khi chúng bị lột sạch da.
Đã có rất nhiều quốc gia trên thế giới cấm nhập khẩu những sản phẩm làm từ da hải cẩu và nhờ đó đã góp phần cứu sống 3 triệu con vật trong suốt 1 thập kỷ vừa qua. HSI cũng đang tích cực thuyết phục nhiều quốc gia tham gia vào chiến dịch tẩy chay này. Tuy nhiên, quan trọng nhất vẫn phải là chính sách của chính phủ Canada. Nhiều đề xuất yêu cầu nước này dừng cấp giấy phép hành nghề săn bắn hải cẩu trong tương lai. Dù số lượng hải cẩu ở Canada vẫn chưa rơi xuống mức đáng báo động nhưng việc săn bắn tràn lan, nhất là những cá thể con nhỏ, sớm muộn cũng khiến chúng đối mặt với nguy cơ tuyệt chủng.
Chính phủ Canada đã bào chữa cho hành động săn hải cẩu tàn bạo này là để đáp ứng nhu cầu về kinh tế cho cộng đồng cư dân ven biển. Chính phủ Canada bảo vệ hoạt động săn bắt loài vật này và cho rằng đó là hoạt động kinh tế cần thiết cho cộng đồng dân vùng hẻo lánh nên Bất chấp vô số lời chỉ trích, phản đối và kêu gọi của các tổ chức bảo vệ động vật khắp thế giới, chính phủ Canada vẫn cho phép hoạt động săn giết hải cẩu diễn ra hằng năm, vì lợi ích kinh tế mà nó mang lại cho cộng đồng địa phương. Có thể nhiều người sẽ thấy tội nghiệp những con hải cẩu to béo bị săn bắt, nằm lạnh cóng, cứng đơ trên băng, nhưng đối với người dân Ilulissat, hải cẩu là nguồn thực phẩm chính cho cả gia đình. Ở vùng đất quanh năm băng giá này, người dân không trồng trọt được gì. Họ sinh sống chủ yếu bằng nghề săn bắt. Hải cẩu ở đây rất nhiều và sẵn. Họ câu hải cẩu lấy thịt cho cả hộ gia đình, làm thức ăn cho bầy chó kéo xe, lấy da của chúng làm quần áo và đem thịt bán sang các vùng khác để có nguồn thu nhập. 

## Xu thế
Tình trạng săn bắt hải cẩu thương mại trong suốt nhiều năm vừa qua đã vấp phải sự phản đối, chỉ trích của nhiều tổ chức bảo vệ động vật trên khắp thế giới. Đứng trước việc này, chính phủ Canada cũng đã có các biện pháp nhất định để giảm thiểu hoạt động săn bắt. Giờ đây những người thợ săn hải cẩu phải có bằng mới được phép hành nghề, ngoài việc trợ cấp cho ngành này, Canada cũng hỗ trợ chuyển đổi nghề nghiệp cho ngư dân, tạo ra những việc làm mới thay vì săn hải cẩu lấy da. Bên cạnh đó, nhiều quốc gia trên thế giới cũng đã lên tiếng cấm nhập khẩu các sản phẩm từ hải cẩu. Những việc này đã góp phần làm giảm đáng kể số lượng hải cẩu bị giết hại hằng năm cũng như là số ngư dân tham gia săn bắt.
Theo ước tính của HSI, đã có 37 nước cấm buôn bán các sản phẩm có nguồn gốc từ hải cẩu bị săn bắt, trong 1 thập kỷ qua, có khoảng 3 triệu cá thể hải cẩu được cứu sống khỏi bị giết hại nhờ nỗ lực của các tổ chức, hội nhóm và khoảng 90% những người săn bắt được cấp bằng đã không còn làm việc này nữa. Nhưng cho đến thời điểm hiện tại, ngành công nghiệp này vẫn chưa thể chấm dứt hoàn toàn bởi theo chính phủ Canada, săn bắn hải cẩu có vai trò quan trọng về mặt văn hóa và kinh tế, ngành này vốn đã có từ lâu được truyền từ thế hệ này sang thế hệ khác, đến bây giờ, nó vẫn tạo ra các hoạt động kinh tế trong các cộng đồng ven biển. Dưới sức ép của dư luận, doanh số bán da hải cẩu ngày một thuyên giảm, số lượng ngư dân đi săn mỗi năm cũng chỉ còn vài trăm người nhưng không sao có thể chấm dứt triệt để hoạt động này.